# Lambana necoda
Lambana necoda là một loài bướm đêm trong họ Noctuidae.